# Hotel Innere Enge
Das Hotel Innere Enge ist ein Hotel in Bern in der Schweiz. Das Gebäude ist im Bauinventar der Denkmalpflege der Stadt Bern als „schützenswert“ aufgenommen. Der Aussenraum, Parkanlage und Umgebung der Engestrasse 54, sowie die gesamte Engehalde, wurde 1985 unter Schutz gestellt und ist im Inventar der Stadtgrün Bern, SGB 1991, aufgeführt.
Es befindet sich an der Engestrasse 54, nördlich des Bahnhofs und des Bundeshauses. Es verfügt über 2 Suiten und 24 Zimmer. Es ist umgeben von einem 8000 Quadratmeter grossen Park und bietet Blick auf die Berner Alpenkette. Fünfzehn Zimmer sind Jazzmusikern gewidmet, die im Hotel Konzerte gegeben und übernachtet haben. Jedes dieser Zimmer wurde mit persönlichen Gegenständen eines Musikers dekoriert und jeweils durch diesen eröffnet. So zum Beispiel von Lionel Hampton, Hazy Osterwald oder Eddie Condon.

## Gebäude
Das Gebäude steht im Gebiet Innere Enge im Engeriedquartier, auf der Engehalbinsel. Dies ist ein Wohngebiet am nördlichen Rand des Stadtzentrums von Bern. Das Haus ist umgeben von einem Park mit einem Baumbestand der um einiges älter ist als das Gebäude. Auf der Ostseite endet das Grundstück an der Engehalde, einer markanten Geländekante die bis zur Aare hin abfällt.
Das Haupthaus wurde in den Jahren 1865/1866 als traufständiger, querrechteckiger Baukörper erbaut. Das Gebäude wird von einem hellen Kalksteinsockel umringt. Das aufgemauerte und mit Sandstein verputzte Erdgeschoss ist mit grossen Rundbogenfenster versehen. Ein umlaufendes Gurtgesims dient als optischer Abschluss des Stockwerks. Das Obergeschoss wurde in Fachwerkbauweise mit sichtbaren Riegeln und grossen Rechteckfenstern erstellt. Das Gebäude ist mit einem Satteldach versehen. An der West- und Ostseite wurde jeweils an drei Stellen das Vordach unterbrochen und Fassadenbündig je ein Dachaufbau (Zwerchhaus) mit grossem Fenster aufgebaut. Die Südfassade ist im klassizistischen Stil konzipiert und sollte als Schaufassade dienen. Sie wurde mit einem bis zum First hochgezogenen Mittelrisalit in Sandsteinstruktur versehen. Dieser weist im Erdgeschoss eine grosse Freitreppe auf. Die daran anschliessende Eingangstür ist beidseitig von einem grossen Rundbogenfenster eingerahmt. Über die ganze Breite des Risalits ist im Obergeschoss ein Balkon mit drei grossen, verglasten Balkontüren angebracht. Diese wieder in Rechteckform. Im Firstbereich ist der Schriftzug Enge eingelassen. Die übrigen Fassaden weisen ebenfalls Mittelrisalite auf. Diese wurden jedoch im entsprechenden Material des jeweiligen Stockwerks erstellt. Die zum Park weisende Ostfassade wird durch die im Jahre 1939 erweiterte und verglaste Veranda dominiert. Die grosszügige Verglasung ist bis zum Risaliten an der Nordfassade geführt und so mit dem Ursprungsbau verbunden worden. Im Jahre 1910 wurde im Park ein oktogonaler Gartenpavillon errichtet. Dieser musste im Jahre 1945 erneuert werden. Gleichzeitig ist vom Restaurant aus ein Verbindungsflügel zum Pavillon erstellt worden. Im Jahre 1991 wurde das Restaurant Innere Enge komplett saniert und zum heutigen Hotel Innere Enge umgebaut.

## Geschichte
Für die Besiedlung der Engehalbinsel konnten bei Grabungen im Jahr 1850 erstmals keltische Spuren, die in das 1. Jahrhundert vor Christus zurückreichen, nachgewiesen werden. Funde von Altertümern und Mauerresten bezeugen auch eine Besiedlung in der gallo-römischen Epoche, die etwa bis zum 4. Jahrhundert n. Chr. andauerte.
Im Mittelalter gibt es kaum Erkenntnisse über eine Besiedlung. Überliefert ist eine im Jahr 1344 dem heiligen Ägidius (St. Gilles oder St. Gilgen) geweihte Kapelle. Diese wurde auf antiken Fundamenten im ehemaligen gallo-römischen Tempelbereich errichtet. Im Jahr 1534 erfolgte deren Abbruch.
Mit dem Beginn der Neuzeit, im 16. und 17. Jahrhundert, wurden mehrere Landgüter erstellt. Einige wohlhabende Stadtbewohner erbauten im 18. und 19. Jahrhundert Landhäuser. Diese wurden als Sommerresidenz oder ganzjähriger Wohnsitz genutzt. Das Biedermeier-Bürgertum entdeckte die wunderschöne Landschaft, die sich «vorzüglichst zum Promenieren» eignete. Dies hatte zur Folge, dass erste Kaffeehäuser und Sommerwirtschaften eröffnet wurden. Im selben Zeitraum hatten sozial engagierte Personen und Ärzte auf privater Basis Heil- und Pflegeanstalten eingerichtet.
In der alten Republik Bern wurden für die Verwaltung der Stadteigenen Güter und Felder auf der Engehalbinsel zwei Vierer-Collegien eingesetzt. Das «Vierer-Collegium Obenaus» verwaltete das Gebiet links der Aare. Hierzu gehörte die Enge. Ihr Amtssitz war das Viererhaus Obenaus. Es stand in der Inneren Enge. Das «Vierer-Collegium Untenaus» war für die rechte Seite zuständig. Der Name ihres Amtssitzes hatte sich mehrmals geändert. Es stand bei der Hinteren Engehalde. Die beiden Collegien waren dem Viererobmann Samuel Ludwig Gruber unterstellt. Gruber war Mitglied des Grossen Rates der Stadt Bern.
Zwischen 1738/1740 und 1753 liess Gruber die Engeallee als Doppelallee ab Engeried bis zur äusseren Enge neu anlegen. Dazu musste das Viererhaus Obenaus abgebrochen werden. Die Strasse wurde mit Ulmen, die östlich davon angelegte Promenade mit Ulmen, Laubwänden, Rasenparterres und Ruhebänken versehen. Anschliessend wurde das Viererhaus Obenaus in der Inneren Enge zwischen Allee und Promenade als Küherhaus neu erbaut.
Im Jahr 1762 wurden Anpassungen für die «Verabreichung von Molkenkuren» vorgenommen und Tische mit Stühlen für die Kundschaft aufgestellt. Die kleine Wirtschaft mit Sicht auf die Berneralpen wurde zu einem beliebten Ausflugsziel nicht nur für Einheimische. So wurde im Jahr 1810 für Kaiserin Joséphine, die seit Januar 1810 geschiedene Gemahlin Napoleon Bonapartes, ein «Grand Déjeuner» veranstaltet.
Die Burgergemeinde Bern ist seit 1803 Eigentümerin der «Engi». Dies wird durch die Dotationsurkunde vom 20. September 1803 belegt. Daraus geht hervor, welche Güter der Kanton Bern an die Stadt Bern, zur «Bestreitung ihrer Aufgaben» abtreten musste.
Anfang der 1820er Jahre wurde das Gebäude im klassizistischen Stil umgebaut.
Im Jahr 1864 wurde das Gebäude abgebrochen. Im Auftrag der Burgergemeinde erbaute Carl Haller 1865/66 das Restaurant Innere Enge mit zwei grossen Sälen im 1. Stock.
Anlässlich der Landesausstellung im Jahr 1914 war die Innere Enge einer der drei Zugänge auf das Ausstellungsgelände.
Die Berner Behörden genehmigten 1981 ein Hotel-Grossprojekt, dem das Restaurant Innere Enge zum Opfer gefallen wäre. Dank der durch das Berner Stimmvolk angenommenen Initiative «Rettet die Innere Enge» konnte dies verhindert werden.
Im Jahr 1991 konnte die Engestrasse 54 durch Hans Zurbrügg und Marianne Gauer im Baurecht übernommen und umgebaut werden. Es entstand das heutige Hotel Innere Enge. Die Arbeiten erfolgten in enger Zusammenarbeit mit der städtischen Denkmalpflege.

## Musik
Während des gesamten Jahres werden im Marians Jazzroom im Gewölbekeller des Hotels Jazz-Konzerte veranstaltet.
Marians Jazzroom ist Hauptveranstaltungsort des Internationalen Jazzfestivals Bern. Zu diesem Anlass wird jeweils zusätzlich im Park ein grosses beheiztes Zelt aufgebaut.

## Auszeichnungen
- Das Hotel hat 4 Sterne.
- 2016 erhielt das Hotel vom Schweizer Hotelierverein als zweites Unternehmen im Kanton Bern die Klassifikation «Unique». Es wird auch als The world’s unique Jazzhotel bezeichnet.